# Unter anderen Umständen: Die einzige Zeugin
Die einzige Zeugin ist ein deutscher Fernsehfilm von Thomas Berger aus dem Jahr 2025. Es handelt sich um die 24. Folge der Krimiserie Unter anderen Umständen mit Natalia Wörner in der Hauptrolle.

## Handlung
Jana Winters Sohn Leo hat Abitur gemacht und seine Mutter zu der offiziellen Feier eingeladen. Gerade als die Feier beginnen soll, erhält Winter einen Anruf ihres derzeit beurlaubten Kollegen Arne Brauner. Er berichtet ihr, dass er sich derzeit auf einer Insel aufhalte, wo er ein Mädchen kennengelernt habe. Sie habe ihm von einem Verbrechen berichtet, das sie beobachtet habe, und sie sei bereit, als Zeugin auszusagen. Nun sei sie verschwunden, und er befürchte, dass die mutmaßlichen Täter sie getötet und ihre Leiche in den Dünen vergraben haben könnten. Da Brauner sie dringend um Hilfe bittet, verlässt Winter die Feier und fährt auf die Insel. Dort wird Brauners Leiche am Rande des Watts aufgefunden.
Winter trifft den zuständigen Kommissar Jakobsen und erhält von ihm die Erlaubnis, von Brauner Abschied zu nehmen. Sie nutzt die Gelegenheit, um Brauners Smartphone einzustecken. Zurück im Büro übergibt sie es ihrer Kollegin Alwa Sörensen, der es gelingt, die damit gemachten Fotos auszulesen. Kurz darauf kommt Jakobsen, dem das Verschwinden des Smartphones aufgefallen war, hinzu. Er erhält es umgehend zurück.
Bei der späteren Durchsicht der Fotos finden Winter und Sörensen mehrere, die sie zur Aufklärung der Vorfälle verwenden können. Nachdem Sörensen ein Foto, von dem die Ermittlerinnen annehmen, dass es das von Brauner erwähnte Mädchen zeigt, in sozialen Netzwerken gepostet hat, erhalten sie zahlreiche Hinweise. Eine Familie gibt an, sie habe auf der Insel Urlaub gemacht und dass sie das Mädchen mit einer jungen Frau gesehen habe.
Da auf diesem Foto auch ein Campingmobil am Strand zu sehen war, fahren Winter und Sörensen erneut auf die Insel. Sie stoßen dort wieder auf Jakobsen, der ihnen mitteilt, dass es aufgefallen sei, dass das Fahrzeug längere Zeit nicht benutzt geworden sei. Er habe es daher abschleppen lassen. Die Eigentümerin sei Sarah Hansen aus Hamburg-Wandsbeck. Sie sei derzeit nicht zu erreichen, mit 26 Jahren könne sie aber nicht die Mutter des verschwundenen Mädchens sein. Außerdem erfahren sie von Sörensen, dass Brauners Dienstwaffe, die er in seinem Hotelzimmer noch gehabt hatte, verschwunden sei.
Winter fährt nach Hause, wo das Mädchen vor ihrer Tür sitzt. Sie heißt Lea, ihre Adresse habe sie von Brauner bekommen. In vertraulichen Gesprächen mit ihr erfährt Winter die Hintergründe. Nachdem ihre Eltern bei einem Verkehrsunfall ums Leben gekommen waren, hatte sich ihre ältere Schwester Sarah um sie gekümmert. Sarah hatte Unterstützung von David Fuchs, einem Starkstromelektriker, gehabt. Nachdem sie sich von ihm getrennt hatte, hatten sie und Lea Urlaub auf der Insel gemacht. Dort war Sarah vor fünf Tagen zu einem Strandfest gegangen, wo Lea annimmt, dass ihre Schwester vergewaltigt worden sei. Sie habe auch drei Männer gesehen, von denen sie annimmt, dass sie die Tat begangen hatten, und einen von ihnen würde sie wiedererkennen. In Verdacht geraten zwei Kreise: Zum einen eine Gruppe von Strandsurfen, die ihren Junggesellenabschied gefeiert hatten, zum anderen eine Gruppe Abiturienten, die Urlaub gemacht hatte.
Sörensen befragt den Leiter der Strandsurfer, Torben Liebhard, und bekommt von ihm und seinen Freunden gleichlautende Aussagen, dass sie die Frau nicht gesehen hätten. Später fährt er nach Hamburg, um Fuchs aufzusuchen. In Sarahs Firma erfährt er, dass jemand mit ihrer Zugangskarte vor zwei Tagen nachts hereingekommen war.
Nachdem Winter Lea mit in die Schule genommen hat, fällt ihr auf, dass Lea dort das Foto einer Sportmannschaft sieht, auf dem sie offensichtlich einen der Spieler erkennt. Es stellt sich heraus, dass es Nick Koopmann ist, der Sohn der Staatsanwältin Greta Koopmann. Nun beginnt Winter, ihn zu beobachten, da ihr Kollege Hamm Urlaub macht. Sie muss Lea zwangsweise im Auto mitnehmen, weil sich sonst keiner um sie kümmern kann. Die Situation eskaliert, nachdem auf Winters Smartphone der Film einer Vergewaltigung geschickt worden ist, den Lea zu Gesicht bekommen hat, als Winter nicht im Auto war. Da Lea dort eine Tätowierung gesehen hat, die sie Fuchs zuordnet, sucht sie ihn auf, um zunächst mit ihm nach Hamburg zu fahren. Sie begleitet ihn zu seiner Arbeit im Freien, wo sie ihn mit Brauners Pistole bedroht.
Es stellt sich heraus, dass Fuchs den Film gedreht hatte. Er hatte Sarah nach der Vergewaltigung am Strand aufgesucht, um sich mit ihr auszusprechen, aber sie hatte ihn ausgelacht. Dabei sei sie die Düne hinuntergestürzt und dabei zu Tode gekommen. Um zu verhindern, dass er für einen Mord angeklagt werde, habe er zunächst eine Vergewaltigung mit der Toten fingiert, um das Verbrechen öffentlich zu machen, und sie anschließend in den Dünen vergraben.
Zwischenzeitlich haben Winter und Jakobsen mit der Befragung von Nick Koopmann und Tom Berner, einem seiner Freunde, begonnen, mit dem er sich getroffen und verdächtig gemacht hatte. Schließlich berichtet dieser ihnen, dass es Nick war. Da fällt Winter auf, dass seine Mutter, mit der sie befreundet ist, ihr noch vor wenigen Tagen erzählt hatte, dass ihr Sohn noch nicht wisse, was er vorhabe, und nun wolle er kurzfristig eine Reise nach Australien machen. Winter wird klar, dass Greta Koopmann ihrem Sohn zur Flucht verhelfen will. Daher wird er von Winter und Jakobsen festgenommen.
Zwischenzeitlich hat der Gerichtsmediziner festgestellt, dass Brauner einen Herzanfall hatte und daran gestorben war. Nachdem Winter einen Brief von Brauner in der Post hatte, den er ihr geschrieben hatte und in dem er sich für ihre Freundschaft bedankte, besuchen Winter und Sörensen sein Grab. Sie fahren anschließend an die Küste, wo sie Jakobsen treffen.

## Hintergrund
Die einzige Zeugin wurde vom 2. September bis zum 1. Oktober 2024 in Hamburg und Dänemark gedreht. Die Erstausstrahlung im Deutschen Fernsehen erfolgte am 27. Januar 2025, am 18. Januar war der Film in der ZDF-Mediathek abrufbar.
Ihren Filmsohn Leo Winter spielt Natalia Wörners leiblicher Sohn Jacob Lee Seeliger. Der von Martin Brambach gespielte Arne Brauner war von Anfang an Kommissariatsleiter gewesen. Da er Probleme mit Alkohol hatte, wurde er später durch Winter ersetzt, die seine Vorgesetzte wurde.

## Rezeption

### Kritiken
Tilmann P. Gangloff schrieb bei Tittelbach.tv: „Die sehenswerte Episode ‚Die einzige Zeugin‘ aus der ohnehin stets guten Flensburger ZDF-Reihe ‚Unter anderen Umständen‘ gewährt Martin Brambach eine bewegende Abschiedsvorstellung“ sowie „Für Spannung sorgt in erster Linie die gute Krimimusik, ansonsten lebt Thomas Bergers Film vor allem von der rätselhaften Geschichte und dem ausgezeichneten Ensemble.“ Er vergab vier von sechs möglichen Punkten.
Bei film-rezensionen meinte Oliver Armknecht: „Unter anderen Umständen: Die einzige Zeugin irritiert jedoch immer mal wieder, auf eine überflüssige Weise“ sowie „Und als wäre das nicht alles schon konstruiert genug, wird die Auflösung dann richtig schwachsinnig. Sicher, das Ergebnis ist einigermaßen überraschend, weil der Film mehrere voneinander unabhängige Punkte hat. Nur wird Unter anderen Umständen: Die einzige Zeugin dabei so absurd, dass man sich da schon fragen darf: War das jetzt eben ernst gemeint? Hinzu kommt, dass das Ende so kaum befriedigend ist, da werden einige Zuschauer und Zuschauerinnen wütend zurückbleiben.“ Er vergab vier von zehn möglichen Punkten.
Elisa Eberle von Prisma.de schrieb: „Parallelen zur Realität kommen gut an. Dass es sich bei den mutmaßlichen Vergewaltigern ausgerechnet um Schulkameraden von Leo Winter (gespielt von "Club der roten Bänder"-Star Nick Julius Schuck) handeln soll, erscheint dem mit der Reihe bislang unvertrauten Teil des ZDF-Publikums vielleicht ein wenig arg weit hergeholt.“
TV Spielfilm beschreibt den Film als Dramatisch-emotionaler Fall mit überraschendem Finale und gibt einen Daumen hoch.